# Fieke Kroese
Fieke Kroese (Losser, 7 februari 2005) is een voetbalspeelster uit Nederland. Ze speelt als aanvaller voor AZ.

## Clubcarrière
In haar jeugdjaren kwam Kroese uit voor KVV Losser en Achilles '12.
Op 23 maart 2021 maakte Kroese haar debuut in de Vrouwen Eredivisie voor FC Twente in een met 9-0 gewonnen thuiswedstrijd tegen vv Alkmaar. In diezelfde wedstrijd scoorde Kroese ook gelijk haar eerste doelpunt voor FC Twente Vrouwen. Op 26 april 2022 tekende Kroese haar eerste profcontract bij FC Twente Vrouwen.
In 2023 werd Kroese uitgeroepen tot sportvrouw van het jaar van haar geboorteplaats Losser.
Op 22 mei 2024 werd bekend dat Kroese FC Twente, na vier jaar weinig speelminuten te hebben gemaakt, vanaf het seizoen 2024/25 zal verlaten voor een overstap naar competitiegenoot AZ. In Alkmaar tekende ze een contract tot medio 2026.

## Statistieken
| Seizoen | Club      | Competitie | Competitie | Competitie | Beker | Beker | Overig | Overig | Totaal | Totaal |
| Seizoen | Club      | Competitie | Wed.       | Dlp.       | Wed.  | Dlp.  | Wed.   | Dlp.   | Wed.   | Dlp.   |
| ------- | --------- | ---------- | ---------- | ---------- | ----- | ----- | ------ | ------ | ------ | ------ |
| 2020/21 | FC Twente | Eredivisie | 2          | 1          | 0     | 0     | 0      | 0      | 2      | 1      |
| 2021/22 | FC Twente | Eredivisie | 1          | 0          | 1     | 0     | 0      | 0      | 2      | 0      |
| 2022/23 | FC Twente | Eredivisie | 4          | 1          | 2     | 0     | 0      | 0      | 6      | 0      |
| 2023/24 | FC Twente | Eredivisie | 7          | 0          | 1     | 0     | 3      | 0      | 11     | 0      |
| 2024/25 | AZ        | Eredivisie | 0          | 0          | 0     | 0     | 0      | 0      | 0      | 0      |
| Totaal  | Totaal    | Totaal     | 14         | 2          | 2     | 0     | 3      | 0      | 19     | 2      |

Bijgewerkt t/m 22 mei 2024.

## Interlandcarrière
In juli 2021 speelde Kroese haar eerste wedstrijd voor Oranje O16. In mei 2022 speelde Kroese op het EK vrouwen onder 17 waarmee ze de halve finale haalde. In de eerste groepswedstrijd tegen Bosnië en Herzegovina maakte Kroese een hattrick. In 2023 selecteerde bondscoach Roos Kwakkenbos Kroese voor het EK vrouwen onder 19 in België. In 2024 werd Kroese opgeroepen voor het Nederlands elftal onder 20 dat het wereldkampioenschap in Colombia speelde. Met Nederland -20 behaalde Kroese op dit eindtoernooi de vierde plaats.
2 Caprino ·
3 De Ridder ·
4 Woons ·
5 Mol ·
6 Colin ·
7 Van der Most ·
8 De Vette ·
9 Spaan ·
10 Van Lunteren ·
11 Kroese ·
12 Blom ·
14 Op de Weegh ·
15 Groot ·
16 Booms ·
17 Zijp ·
18 Boukakar ·
20 Van Bentum ·
21 Van Uden ·
22 Thomas ·
23 Stoop ·
Copier ·
Coach: De Vogel
· Keeperstrainer: Keizer